# Ash împotriva răului
Ash împotriva răului -- Ash vs Evil Dead este un serial de televiziune horror american de comedie dezvoltat de Sam Raimi, Ivan Raimi și Tom Spezialy pentru rețeaua Starz. A fost filmat în Noua Zeelandă. Este amplasat în universul creat de Raimi, Evil Dead, cu Bruce Campbell care reinterpretează rolul lui Ash Williams și acționează ca o continuare a trilogiei originale, cu toate că nu abordează în mod direct evenimentele filmului refăcut din 2013. 
De asemenea, au jucat Ray Santiago, Dana DeLorenzo și Lucy Lawless (din Xena, Prințesa războinică). Seria are ca producători executivi pe Campbell, Raimi, Craig DiGregorio și Robert Tapert, care au produs toate cele patru filme Evil Dead. Serialul a avut premiera pe 31 octombrie 2015. Cu trei zile înainte de premiera seriei, Starz l-a reînnoit pentru un al doilea sezon, care a avut premiera pe 2 octombrie 2016. La 7 octombrie 2016, în timp ce se afla la New York Comic Con, Starz a anunțat că seria a fost reînnoită pentru un al treilea sezon,  care a avut premiera pe 25 februarie 2018. Pe 20 aprilie 2018, a fost anunțat că seria a fost anulată după trei sezoane.

## Intrigă
Serialul este stabilit la aproximativ 30 de ani de la primele trei filme Evil Dead și servește ca o continuare a acestei trilogii. Ash Williams lucrează la „Value Stop” ca simplu angajat. De asemenea, aici lucrează prietenul său Pablo și cea de care Pablo este îndrăgostit, Kelly. Aparent Ash a făcut foarte puțin în viața sa de la întoarcerea din 1300 d.Hr. la sfârșitul Army of Darkness, iar începutul seriei îl găsește trăind într-o remorcă și îmbătându-se singur prin baruri. Cu toate acestea, Ash trebuie să renunțe curând la existența sa patetică și să devină erou încă o dată, pentru a înfrunta demonii. Pablo și Kelly decid să i se alăture în încercarea sa de a salva umanitatea. 

## Home media
Pe 23 august 2016, Anchor Bay Entertainment a lansat primul sezon al seriei pe Blu-ray și DVD. Al doilea sezon a fost lansat în toamna lui 2017. Al treilea și ultimul sezon a fost lansat pe DVD în august 2018. 